# Z̧
Z̧, z̧ (Z с седилью) — буква расширенной латиницы, используемая в кабильском языке и некоторых романизациях арабского письма.

## Использование
Может использоваться в кабильском языке для обозначения звука [d͡z], хотя Национальный институт восточных языков и культур предписывает использовать для него zz или dd, в зависимости от этимологии.
Z̧ используется в романизации арабского алфавита BGN/PCGN (1956) и ГЭГНООН (1972) для передачи арабской буквы за (ظ), обозначающей звук [zˤ], хотя в большинстве других романизаций используется буква Ẓ (Z с точкой снизу).